# Robert Schimmel
Robert George Schimmel (New York, 16 gennaio 1950 – Scottsdale, 3 settembre 2010) è stato un comico e cabarettista statunitense.
Schimmel è noto soprattutto per gli album comici che pubblicò negli anni e per le partecipazioni allo Howard Stern Show e a molti programmi sull'emittente televisiva americana HBO. Molti suoi sketch comici furono censurati e oggetto di controversie per il forte contenuto sessuale. Nella classifica dei 100 migliori stand-up comedian di tutti i tempi stilata dall'emittente televisiva Comedy Central nel 2004, si posizionò al 76º posto. Morì all'età di 60 anni, a causa delle gravi ferite riportate in seguito ad un incidente in auto.

## Opere

### Album
- Comes Clean, Warner Bros. Records, 1996.
- If You Buy this CD, I Can Get this Car, Warner Bros. Records, 1998.
- Unprotected, Warner Bros. Records, 1999.
- Reserection, Warner Bros. Records, 2004.
- Life Since Then, Image Entertainment, 2009.

### Libri
- (EN) Robert Schimmel, Cancer on Five Dollars a Day* (*chemo not included), Waterville (Maine), Thorndike Press, 2009, ISBN 978-1-4104-1576-9.